# Městský stadion Mladá Boleslav
Městský stadion Mladá Boleslav je všesportovní zařízení, v němž je vedle dalších sportovišť (atletického stadiónu, ústředního travnatého hřiště, fotbalového hřiště s umělou trávou, bruslařského oválu a nafukovací haly) především domácí aréna prvoligového fotbalového klubu FK Mladá Boleslav. Stadion byl otevřen v roce 1965.
Hlavní fotbalové hřiště ve východním rohu areálu nese od roku 2019 sponzorský název Lokotrans aréna, dříve Adidas aréna. Kapacita tří tribun je 5 000 míst k sezení. Severní tribuna neexistuje. Stadion nabízí 50 míst pro tisk a oficiálně žádné místo k stání. Hrací plocha je vybavena vyhříváním trávníku a umělým osvětlením.